# Eden (Dakota du Sud)
Pour les articles homonymes, voir Eden.
Eden est une municipalité américaine située dans le comté de Marshall, dans l'État du Dakota du Sud. Selon le recensement de 2010, elle compte 89 habitants. La municipalité s'étend sur 0,15 milles carrés (0,39 km2).
Eden est fondée en 1915, sous le nom Eden Park.

## Démographie
| 1920 | 1930 | 1940 | 1950 | 1960 | 1970 |
| ---- | ---- | ---- | ---- | ---- | ---- |
| 209  | 150  | 171  | 149  | 136  | 132  |

| 1980 | 1990 | 2000 | 2010 | - | - |
| ---- | ---- | ---- | ---- | - | - |
| 142  | 97   | 97   | 89   | - | - |